# CIS .50
La CIS.50 est une mitrailleuse lourde fonctionnant par emprunt de gaz, refroidie par air et alimentée par bande de munitions, conçue par la firme Chartered Industries of Singapore (CIS), maintenant connue sous le nom de Singapore Technologies Kinetics, ou plus simplement ST Kinetics.

## Histoire
Elle a été conçue vers la fin des années '80, d'après un besoin exprimé par le ministère de la Défense singapourienne de remplacer les Browning M2HB de calibre 12,7 mm, alors omniprésentes au sein des forces armées de Singapour,.
L'objectif était d'obtenir un tout nouveau concept de mitrailleuse lourde, capable de tirer les mêmes munitions de calibre calibre .50 (12,7 mm x 99 mm OTAN) que l'ancienne M2 et aussi de disposer plus facilement de pièces de rechange disponibles, en raison d'un assouplissement de la chaîne d'approvisionnement logistique des Forces armées singapouriennes.

## Caractéristiques

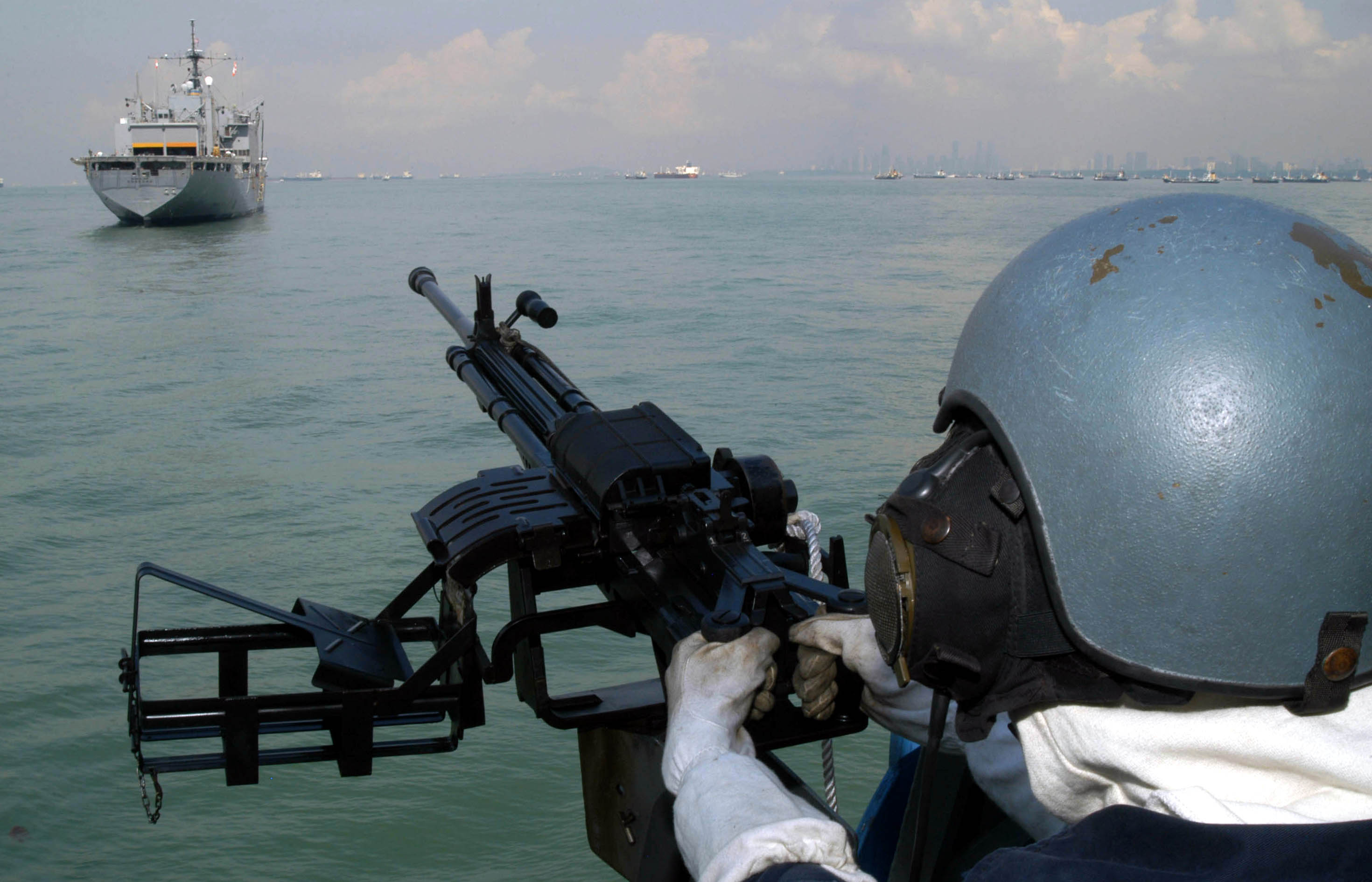
Défense rapprochée autour du RSS Resilience.

Les ingénieurs de CIS ont tiré parti des leçons apprises au cours de l'échec du programme américain « Dover Devil GPHMG », leur permettant de créer une arme modulaire adaptée aux nouvelles doctrines tactiques et aux nouvelles techniques de fabrication.
En 1988, après deux ans de développements et de tests, ils présentent une nouvelle mitrailleuse de 12,7 mm, qu'ils nomment rapidement CIS 50MG.
La CIS.50 est une mitrailleuse lourde fonctionnant par emprunt de gaz, utilisant deux pistons à gaz, placés de chaque côté de la culasse. La culasse fonctionne par un système de verrou rotatif doté de multiples ailettes, ce qui limite la dilatation du canon et élimine la nécessité d'effectuer en permanence des ajustements au niveau des assemblages. La CIS.50 emploie le même système « à recul constant » que celui  de la Ultimax 100 et possède aussi un canon démontable rapide (système « Quick Change Barrel (QCB) »)équipé d'une poignée pour en faciliter la maniement pendant les manœuvres opérationnelles.

## Particularités
L'une des particularités de la CIS.50 est son système de double approvisionnement par bande, permettant un basculement facile et rapide d'un type de munition à un autre. On peut par exemple passer d'une munition « standard » à une autre de type Raufoss Mk 211 (en) « incendiaire/perforante » ou « Saboted Light Armor Penetrator (SLAP) (en) », munition antiblindage qui utilise un pénétrateur en tungstène capable de perforer une plaque d'acier laminé de 25 mm d'épaisseur à une distance de 1 km,.
De tels systèmes sont habituellement utilisés dans les canons automatiques modernes, comme le M242 Bushmaster de 25 mm et le Mk44 Bushmaster II de 30 mm, armes qui sont d'ailleurs déjà utilisées sur les véhicules de combat d'infanterie Bionix (en) de l'armée de Singapour.

## Utilisateurs
Indonésie
- Production sous licence par la firme PT Pindad sous le nom de « Pindad SMB-QCB » (Senapan Mesin Berat-Quick Change Barrel) pour les militaires indonésiens[1],[6].

 Singapour
- Forces armées de Singapour[1]
- Unités des garde-côtes[1],[7]

## Sources
Revues spécialisées
Cette notice est issue de la lecture des revues spécialisées de langue française suivantes :
- Cibles (Fr)
- AMI (B, disparue en 1988)
- Gazette des Armes (Fr)
- Action Guns  (Fr)
- Raids (Fr)
- Assaut (Fr)

Livres
- (en) Richard Jones et Andrew White, Jane's Guns Recognition Guide, HarperCollins, 2008 (ISBN 978-0-00-726645-6), p. 398
- C Tillman Andrew, « IDR test report: Singapore's Lightweight Heavy », Jane's International Defence Review, Jane's Information Group,‎ octobre 1989, p. 1377–1380 (ISSN 0020-6512, lire en ligne, consulté le 10 novembre 2010)